# 참산호말
참산호말은 산호말과의 홍조식물이다. 
주로 조수 웅덩이 가장자리에서 자라는 것으로 알려져있지만, 바닷물이 정기적으로 새어드는 바위 해안의 틈새에서도 발견할수 있다. 주로 해안 아래쪽, 특히 후코이드 조류가 없는 곳에서 자라지만 노출된 해안의 위쪽에서 발견된다. 

## 특징

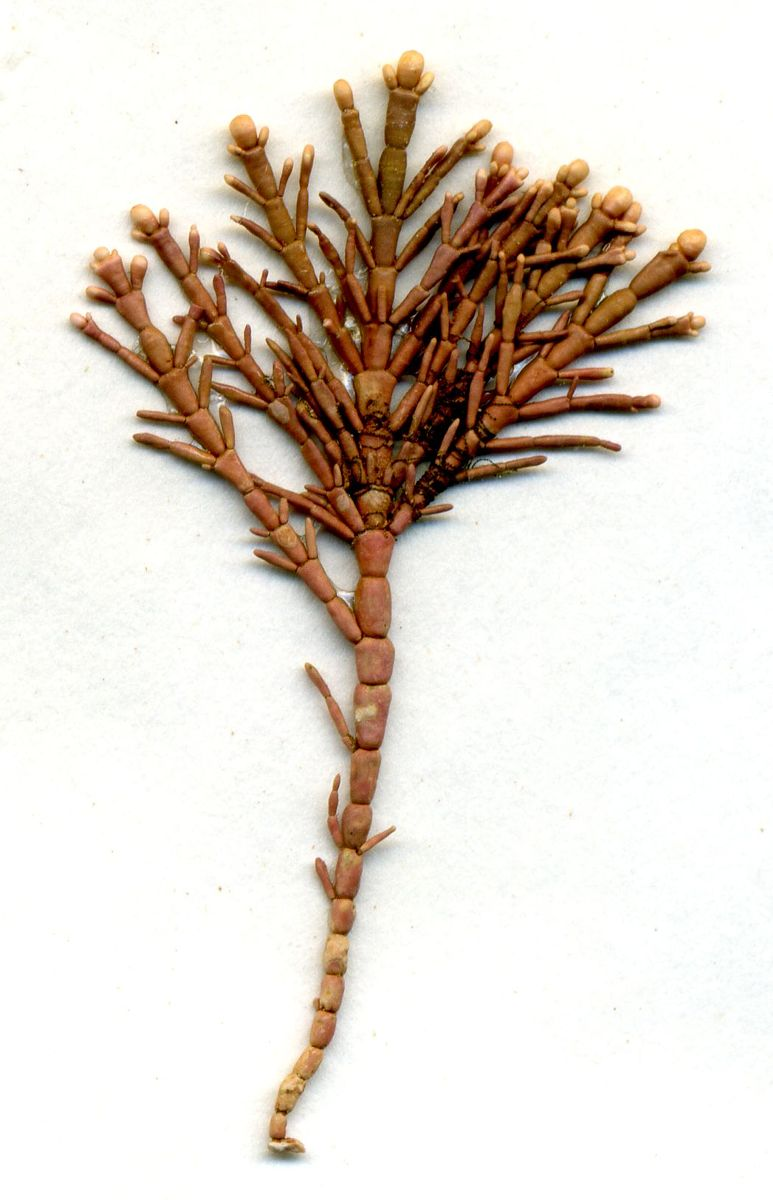

참산호말의 탈루스는 일반적으로 바위에 단단히 붙어있으며, 길이가 120mm인 뭉치로 자란다. 연속적으로 마주보는 측지 가지가 있는 깃꼴 분지가 있다. 각 잎은 원통형의 석회화된 줄기로 이우어져 있으며, 줄기는 너비보다 약간 더 긴 부분으로 이루어져 있다. 구슬을 엮은 끝 처럼 딱딱한 바닥에서 나오다가 줄기 위로 갈수록 더 커지고 쐐기 모양이 된다. 잎의 색깔은 분홍색을 띠지만 햇빛에 노출되면 흰색으로 변할수 있다. 

## 번식
암수는 각각 다른 식물에 존재하며 작은 백악질 덩어리로 보인다. 

## 생태
참산호말은 암석 웅덩이의 바위에서 서식하며 가끔은 조개나 다른 조류 위에서도 서식한다. 중해안에서 수심 33m까지 빽빽한 뭉치에 사는 미생물을 먹이로 하는 많은 작은 동물의 서식지를 제공한다. 